# Pedestrodryops endroedyi
Pedestrodryops endroedyi is een keversoort uit de familie ruighaarkevers (Dryopidae). De wetenschappelijke naam van de soort werd in 2001 gepubliceerd door Kodada.